# Князєв Володимир Андрійович
Князєв Володимир Андрійович (1940—2015) — радянський і український організатор кіновиробництва.

## Біографія
Народився 14 лютого 1940 р. в Усть-Камчатську (РРФСР).
Закінчив Київський інститут народного господарства (1965).
Працював на Київській кіностудії ім. О. П. Довженка.
Був членом Національної спілки кінематографістів України.
Пішов із життя 24 квітня 2015 року.

## Фільмографія
Директор кінокартин:
- «Бумбараш» (1971)
- «Хвилі Чорного моря» (1975)
- «Впізнай мене» (1979)
- «Продається ведмежа шкура» (1980, т/ф)
- «Високий перевал» (1981)
- «Знайди свій дім» (1982, т/ф)
- «Раптовий викид» (1983)
- «…І чудова мить перемоги» (1984)
- «Контрудар» (1985)
- «Етюди про Врубеля» (1989)
- «Панове, врятуємо місяць!» (1990)
- «Охоронець» (1991)
- «Подарунок на іменини» (1991)
- «Гра всерйоз» (1992)
- «Золото партії» (1993)
- «Геллі і Нок» (1995)
- «Україна. Становлення нації» (2008)
- «Мамо, я льотчика люблю...» (2012) та ін.